# كأس العالم للرغبي 2031
كأس العالم للرغبي 2031 ستكون النسخة ال12 من بطولة كأس العالم للرجبي، ستقام في الولايات المتحدة في الفترة من سبتمبر حتى أكتوبر 2031.